# Mitsrajim
Mitsrajim, andere schrijfwijzen: Misraïm / Mizraïm, was een zoon van Cham en een kleinzoon van Noach.
Volgens de volkerenlijst in Genesis is hij de stamvader van het oude Egypte. Misraïm was ook de stamvader van de Ludieten, de Anamieten, de Lehabieten, de Naftuchieten, de Patrusieten (volgens sommigen de voorouders van de Berbers van Noord-Afrika) de Kasluchieten - uit wie de Filistijnen zijn voortgekomen - en de Kretenzers. 
In de moderne semitische talen zoals Arabisch en Hebreeuws wordt het huidige Egypte nog steeds aangeduid met de naam Mitsrajim.